# Dreta de l'Eixample

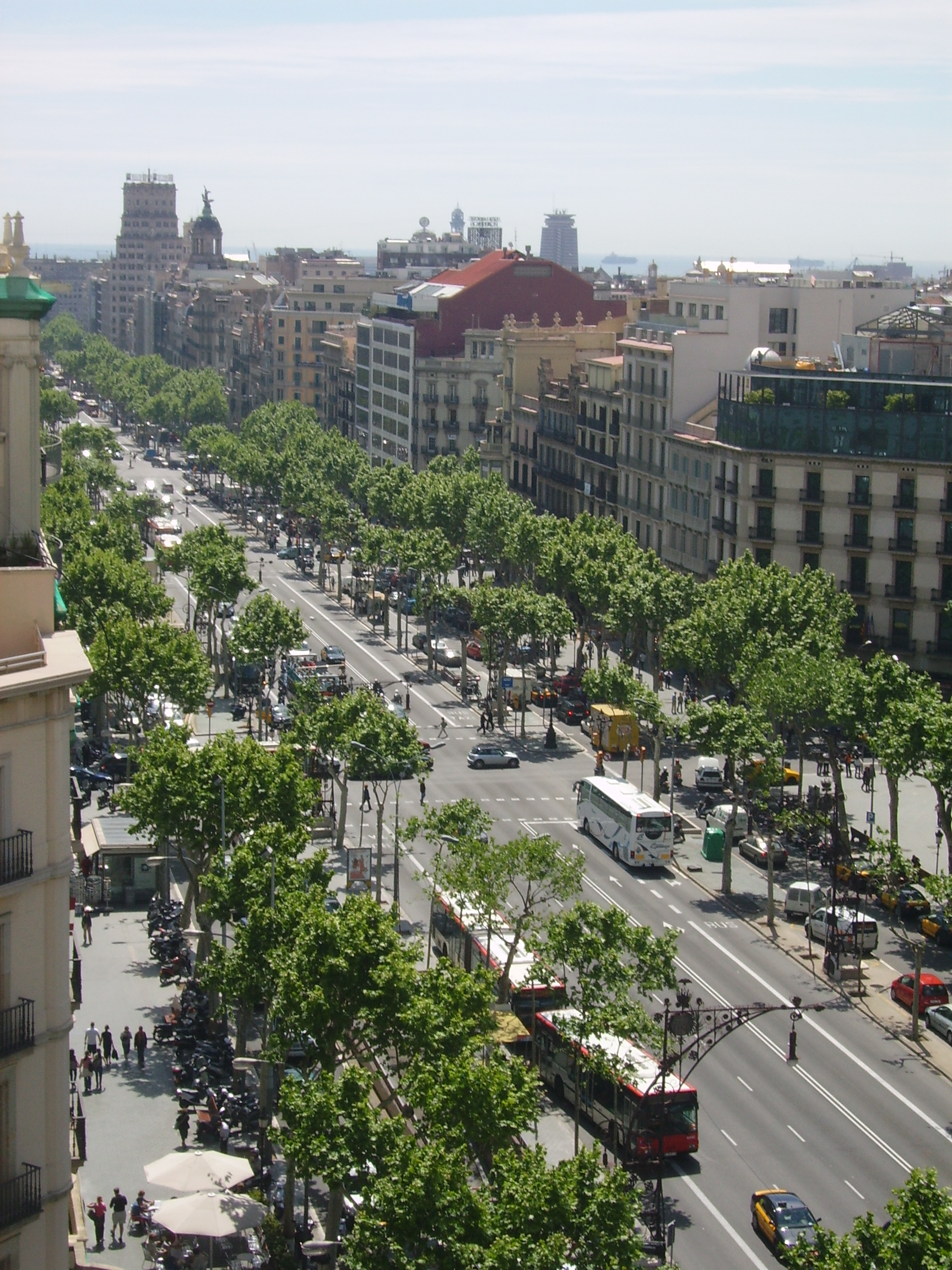
Passeig de Gràcia, een straat in deze buurt

Dreta de l'Eixample is buurt in het district Eixample in Barcelona. Het ligt oostelijk van (vandaar dreta, dat "rechts" betekent) de grote avenue Carrer de Balmes. In de buurt bevinden zich onder meer Plaça de Catalunya, het centrum van de stad, en de chique straten Rambla de Catalunya en Passeig de Gràcia. In de buurt zijn wat oudere gebieden waar voorheen zware industrie gevestigd was, zoals de Elizalde autofabriek.

## Afbeeldingen
Bouwwerken in de buurt Dreta de l'Eixample.

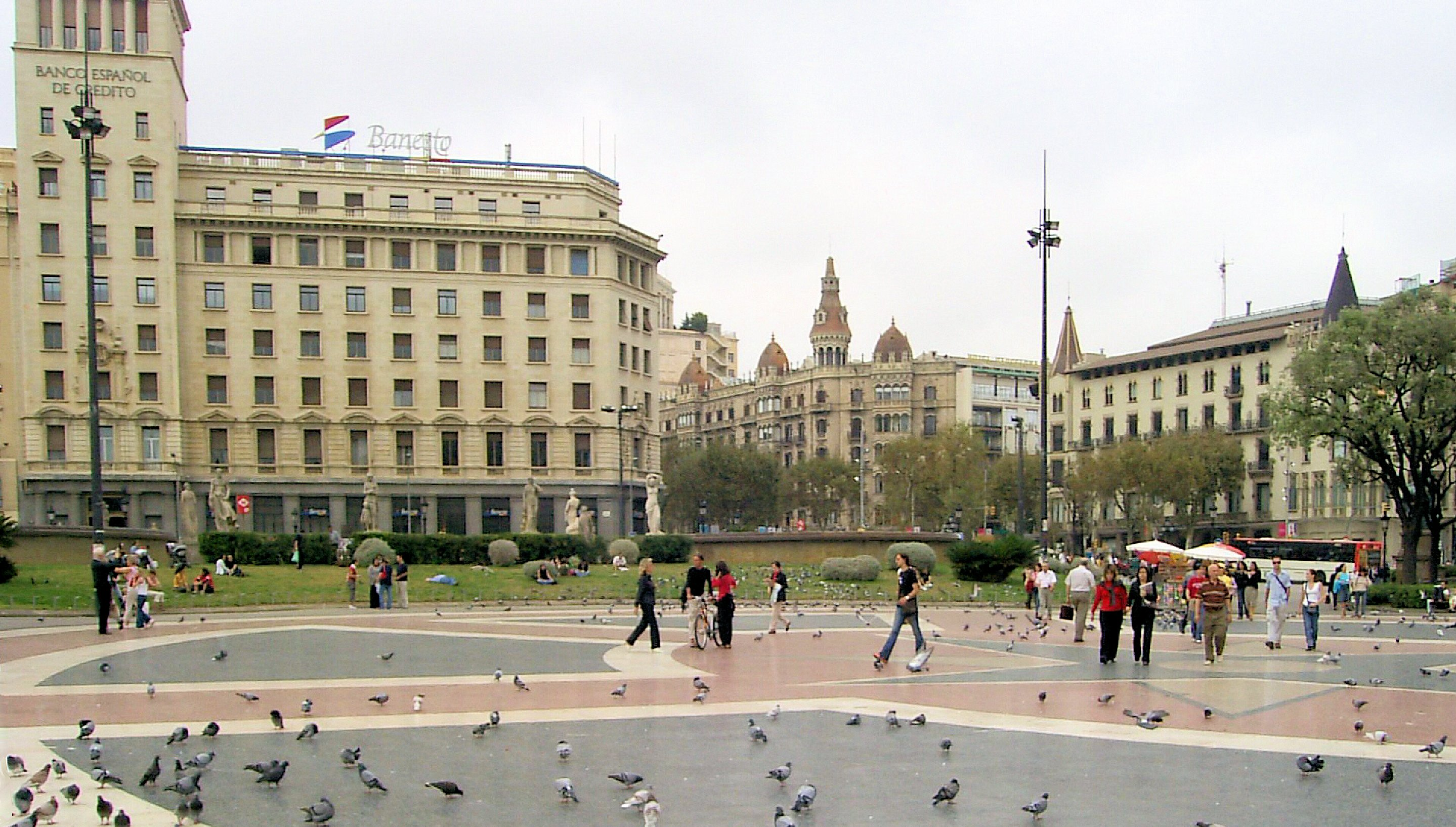
Plaça de Catalunya
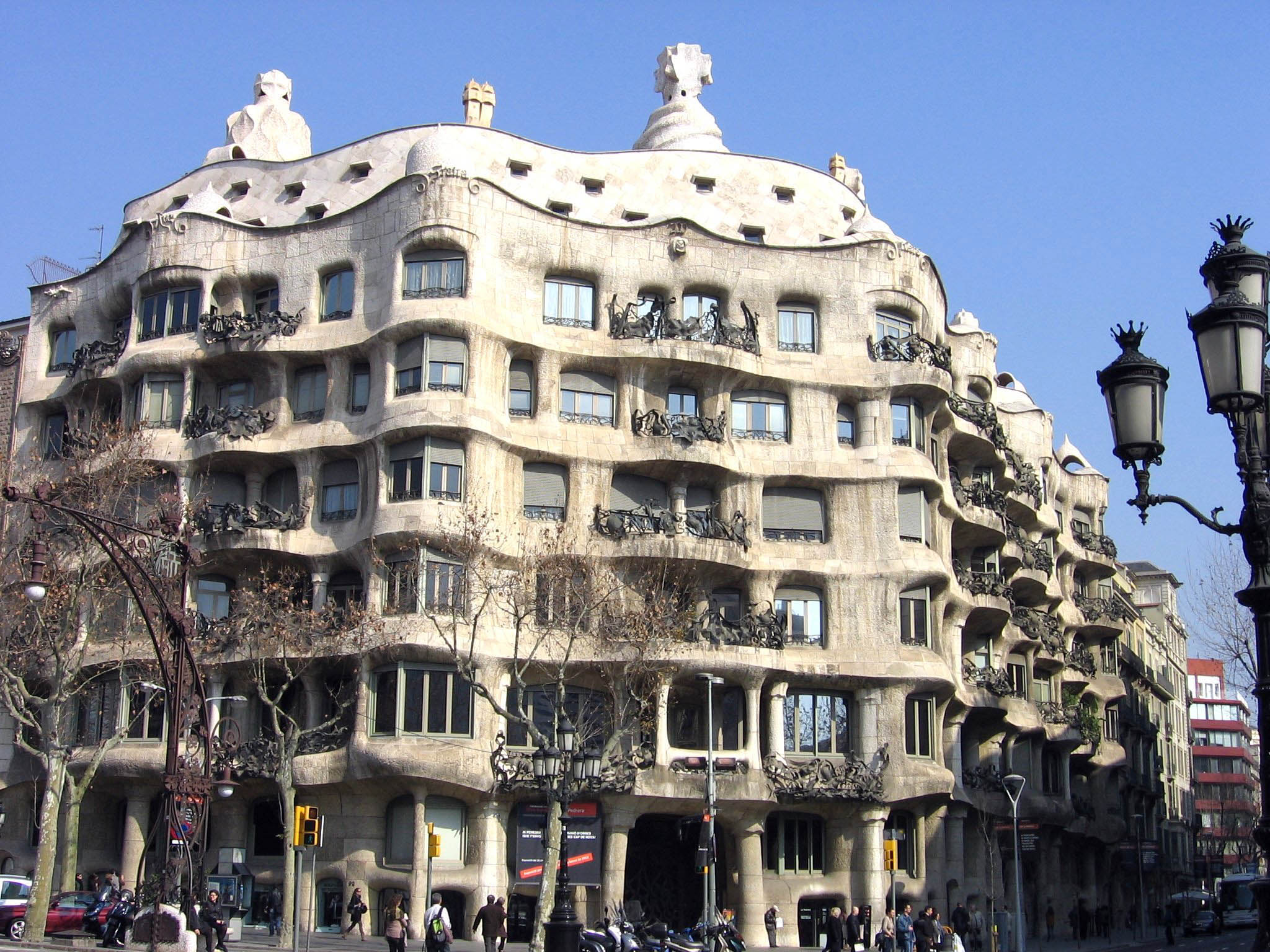
Casa Milà
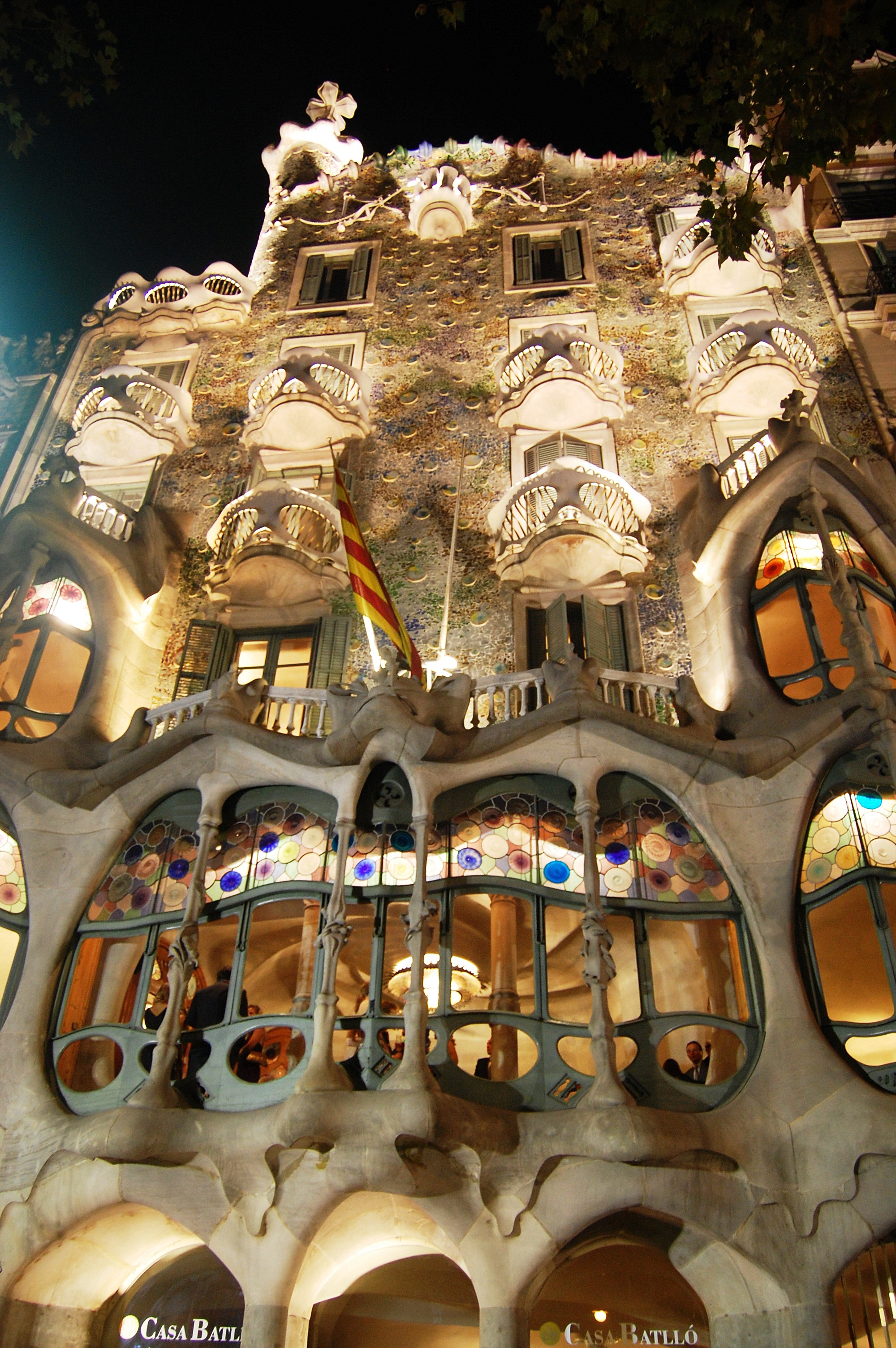
Casa Batllo
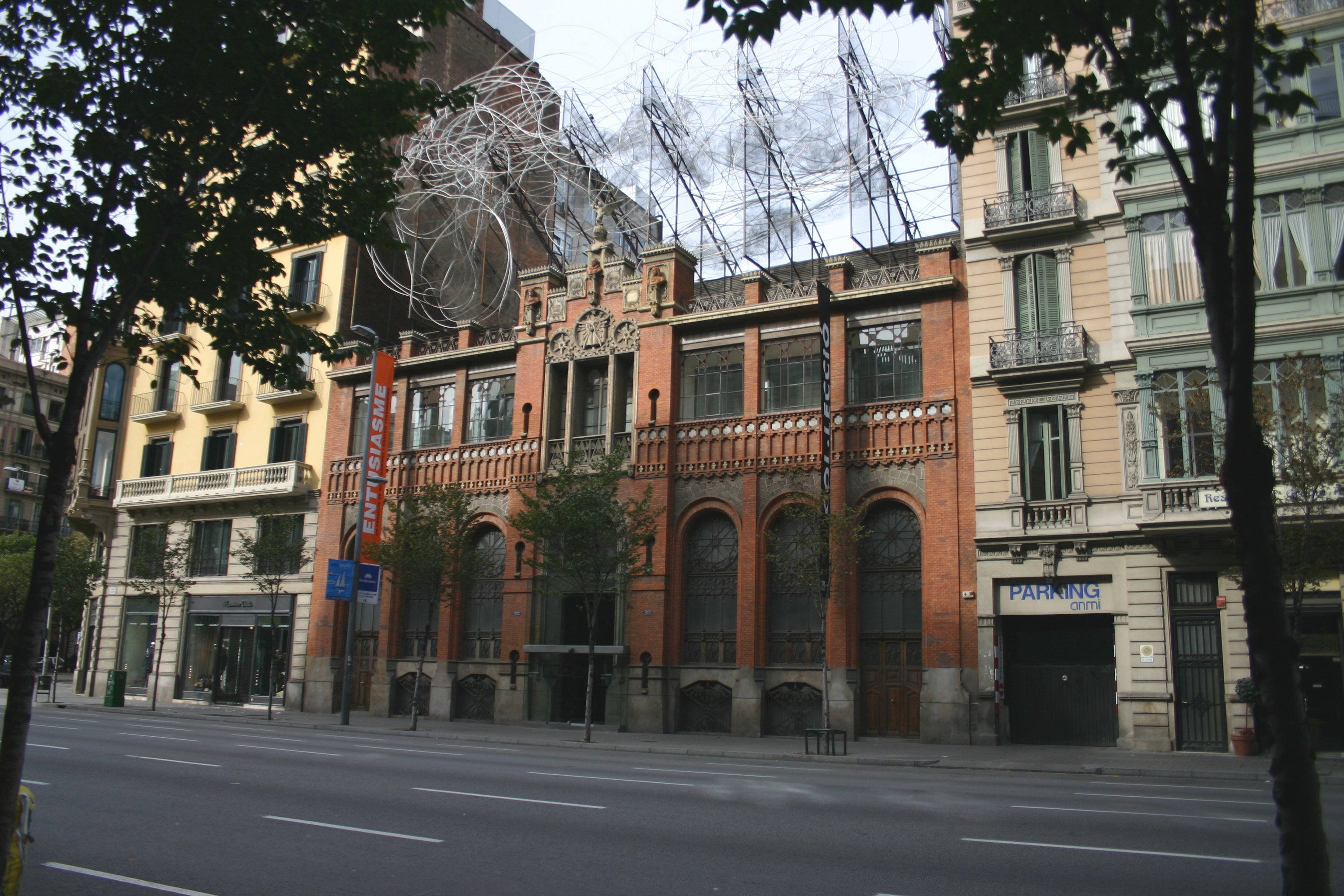
Montaner i Simon gebouw van de Fundacio Antoni Tàpies
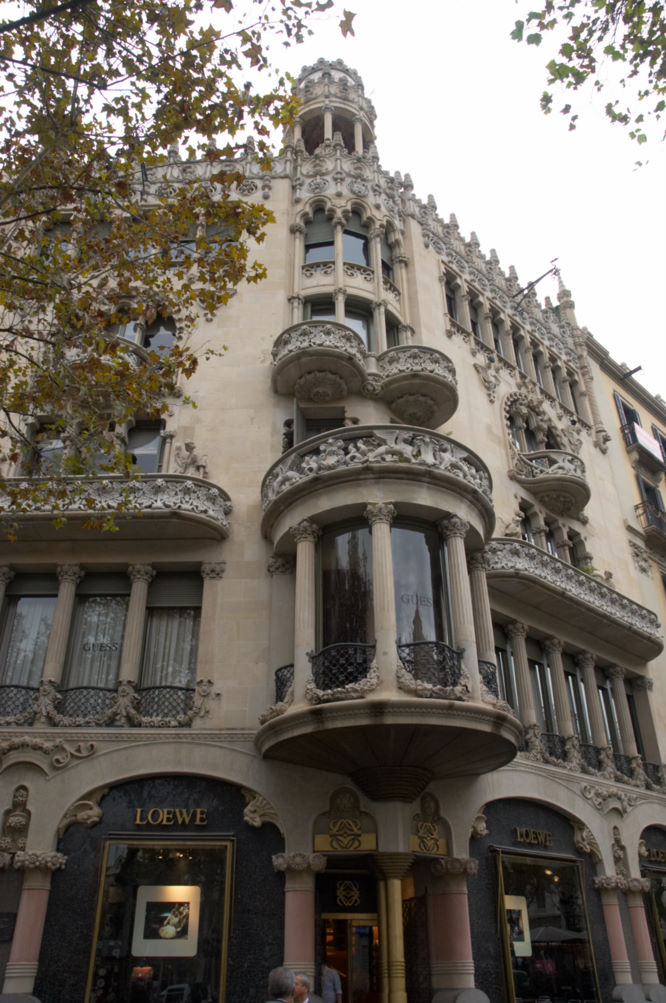
Casa Lleó-Morera
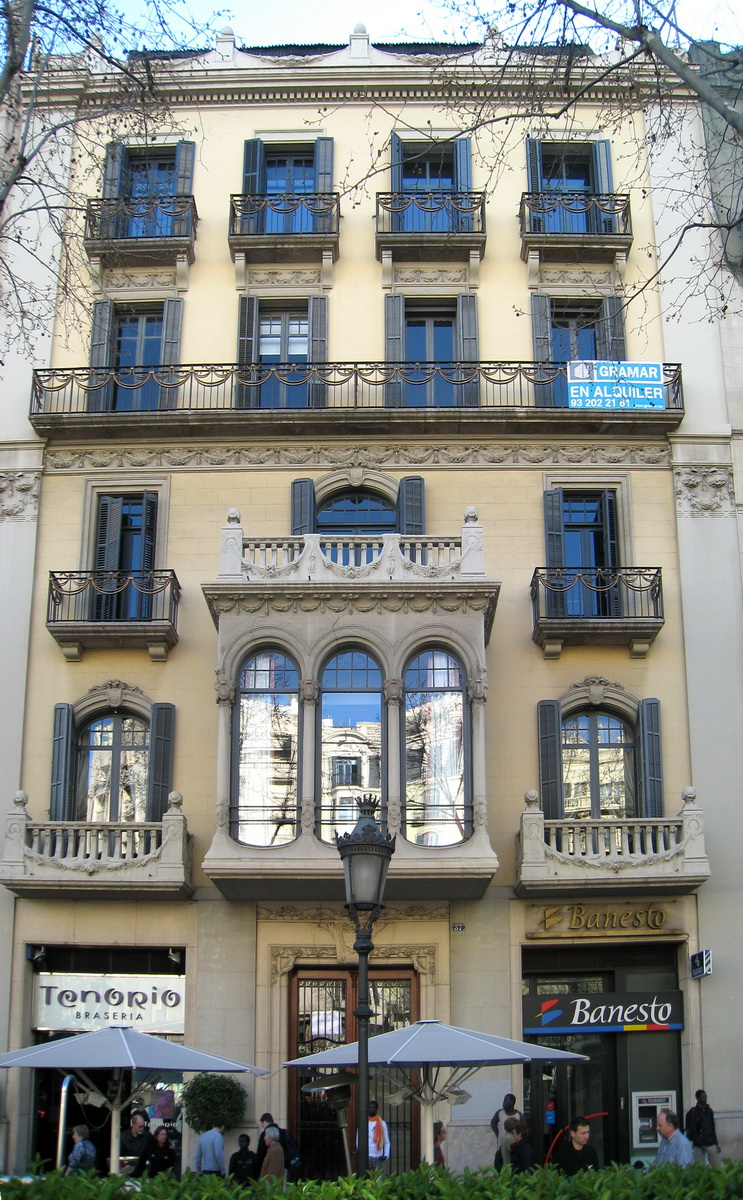
Casa Mulleras
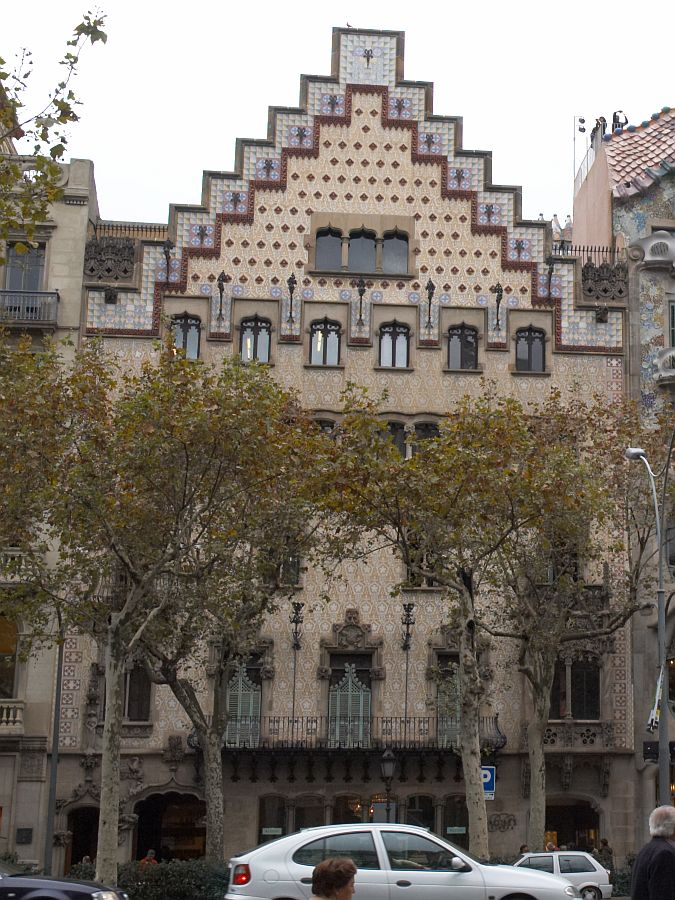
Casa Amatller